# كرده شينه علياوه
كرده شينه علياوه وهي قرية تقع في ناحية قوشتبة في قضاء سهل أربيل في محافظة أربيل شمال العراق.